# Vila Leopoldina
 (signalé en juin 2025).
Si vous disposez d'ouvrages ou d'articles de référence ou si vous connaissez des sites web de qualité traitant du thème abordé ici, merci de compléter l'article en donnant les références utiles à sa vérifiabilité et en les liant à la section « Notes et références ».
- Archive Wikiwix
- Bing
- Cairn
- DuckDuckGo
- E. Universalis
- Gallica
- Google
- G. Books
- G. News
- G. Scholar
- Persée
- Qwant
- (zh) Baidu
- (ru) Yandex
- (wd) trouver des œuvres sur Wikidata

Vila Leopoldina est un district situé à la zone ouest de la ville de São Paulo.

## Histoire
Elle est née comme une extension du district de Lapa et avait, à l'origine, les caractéristiques d'une région populaire. Actuellement, elle s'est consolidée en tant que région d'appartements de la classe moyenne supérieure. Le quartier est desservi par les trains de la Companhia Paulista de Trens Metropolitanos à travers les lignes 8 - Diamant et 9 - Émeraude, aux gares d'Imperatriz Leopoldina et de Domingos de Moraes sur la ligne 8 et Ceasa sur la ligne 9.
Une opération urbaine coordonnée par la Mairie de São Paulo promeut un processus de verticalisation et de densification du quartier, initialement occupé par des entrepôts industriels, afin d'occuper le territoire et de réduire la dégradation urbaine. Le quartier a connu un processus accéléré d'expansion immobilière, avec la construction de bâtiments neufs et modernes. À la suite de ce processus, la région autour de la rue Carlos Weber a été appelée la "nouvelle Moema", une région qui a subi un processus similaire dans les années 1970.

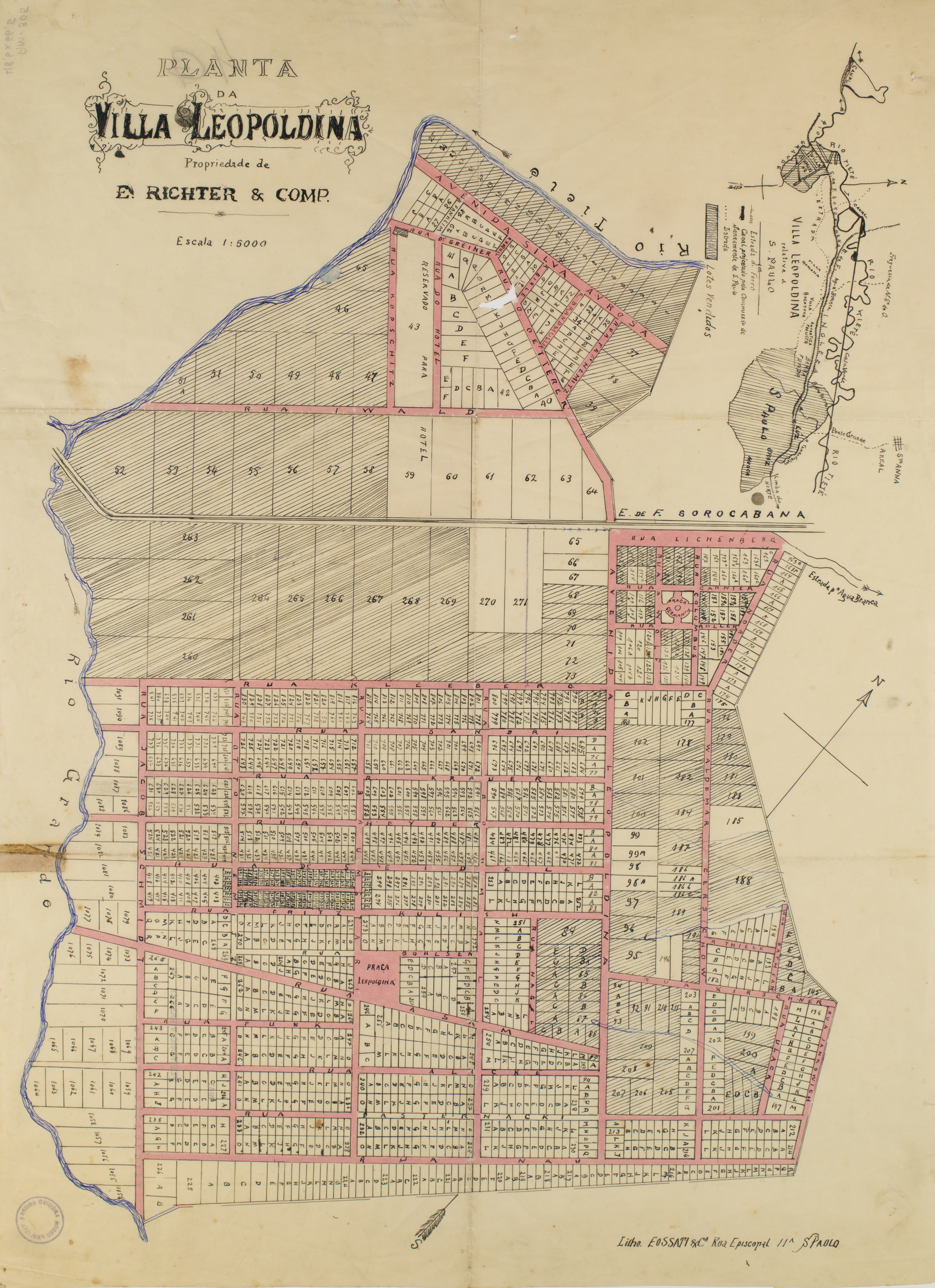
Plan de Villa Leopoldina.

## Districts limitrophes
- Nord : Jaguara
- Sud : Alto de Pinheiros
- Est : Lapa
- Ouest : Jaguaré et municipalité d'Osasco (Presidente Altino)